# Arrondissement Besançon
Das Arrondissement Besançon ist eine Verwaltungseinheit des französischen Départements Doubs in der Region Bourgogne-Franche-Comté. Hauptort (Sitz der Präfektur) ist Besançon.
Es umfasst 252 Gemeinden aus elf verschiedenen Wahlkreisen (Kantonen). Am 1. Januar 2009 wurden die bisher diesem Arrondissement zugerechneten damaligen Wahlkreise Vercel-Villedieu-le-Camp und Pierrefontaine-les-Varans dem Arrondissement Pontarlier übertragen.

## Wahlkreise
- Kanton Baume-les-Dames
- Kanton Bavans (mit 3 von 71 Gemeinden)
- Kanton Besançon-1
- Kanton Besançon-2
- Kanton Besançon-3
- Kanton Besançon-4
- Kanton Besançon-5
- Kanton Besançon-6
- Kanton Ornans (mit 38 von 53 Gemeinden)
- Kanton Saint-Vit
- Kanton Valdahon (mit 2 von 58 Gemeinden)

## Gemeinden
(INSEE-Code in Klammern)
| 1. Abbans-Dessous (25001)          | 2. Abbans-Dessus (25002)           | 3. Abbenans (25003)                  | 4. Adam-lès-Passavant (25006)       |
| 5. Aïssey (25009)                  | 6. Amagney (25014)                 | 7. Amancey (25015)                   | 8. Amathay-Vésigneux (25016)        |
| 9. Amondans (25017)                | 10. Arc-et-Senans (25021)          | 11. Audeux (25030)                   | 12. Autechaux (25032)               |
| 13. Avanne-Aveney (25036)          | 14. Avilley (25038)                | 15. Bartherans (25044)               | 16. Battenans-les-Mines (25045)     |
| 17. Baume-les-Dames (25047)        | 18. Berthelange (25055)            | 19. Besançon (25056)                 | 20. Beure (25058)                   |
| 21. Blarians (25065)               | 22. Bolandoz (25070)               | 23. Bonnal (25072)                   | 24. Bonnay (25073)                  |
| 25. Bouclans (25078)               | 26. Boussières (25084)             | 27. Braillans (25086)                | 28. Breconchaux (25088)             |
| 29. Brères (25090)                 | 30. Bretigney-Notre-Dame (25094)   | 31. Buffard (25098)                  | 32. Burgille (25101)                |
| 33. Busy (25103)                   | 34. By (25104)                     | 35. Byans-sur-Doubs (25105)          | 36. Cademène (25106)                |
| 37. Cendrey (25107)                | 38. Cessey (25109)                 | 39. Chalèze (25111)                  | 40. Chalezeule (25112)              |
| 41. Champagney (25115)             | 42. Champlive (25116)              | 43. Champoux (25117)                 | 44. Champvans-les-Moulins (25119)   |
| 45. Chantrans (25120)              | 46. Charnay (25126)                | 47. Chassagne-Saint-Denis (25129)    | 48. Châteauvieux-les-Fossés (25130) |
| 49. Châtillon-Guyotte (25132)      | 50. Châtillon-le-Duc (25133)       | 51. Chaucenne (25136)                | 52. Chay (25143)                    |
| 53. Chemaudin et Vaux (25147)      | 54. Chenecey-Buillon (25149)       | 55. Chevigney-sur-l’Ognon (25150)    | 56. Chevroz (25153)                 |
| 57. Chouzelot (25154)              | 58. Cléron (25155)                 | 59. Corcelle-Mieslot (25163)         | 60. Corcelles-Ferrières (25162)     |
| 61. Corcondray (25164)             | 62. Côtebrune (25166)              | 63. Courcelles (25171)               | 64. Courchapon (25172)              |
| 65. Crouzet-Migette (25180)        | 66. Cubrial (25181)                | 67. Cubry (25182)                    | 68. Cusance (25183)                 |
| 69. Cuse-et-Adrisans (25184)       | 70. Cussey-sur-l’Ognon (25186)     | 71. Cussey-sur-Lison (25185)         | 72. Dammartin-les-Templiers (25189) |
| 73. Dannemarie-sur-Crète (25195)   | 74. Deluz (25197)                  | 75. Déservillers (25199)             | 76. Devecey (25200)                 |
| 77. Durnes (25208)                 | 78. Échay (25209)                  | 79. Échevannes (25211)               | 80. École-Valentin (25212)          |
| 81. Émagny (25217)                 | 82. Épeugney (25220)               | 83. Esnans (25221)                   | 83. Éternoz-Vallée-du-Lison (25223) |
| 85. Étrabonne (25225)              | 86. Ferrières-les-Bois (25235)     | 87. Fertans (25236)                  | 88. Flagey (25241)                  |
| 89. Flagey-Rigney (25242)          | 90. Fontain (25245)                | 91. Fontenelle-Montby (25247)        | 92. Fontenotte (25249)              |
| 93. Fourbanne (25251)              | 94. Fourg (25253)                  | 95. Franey (25257)                   | 96. Franois (25258)                 |
| 97. Geneuille (25265)              | 98. Gennes (25267)                 | 99. Germondans (25269)               | 100. Gevresin (25270)               |
| 101. Glamondans (25273)            | 102. Gondenans-les-Moulins (25277) | 103. Gondenans-Montby (25276)        | 104. Gonsans (25278)                |
| 105. Gouhelans (25279)             | 106. Goux-sous-Landet (25283)      | 107. Grandfontaine (25287)           | 108. Grosbois (25298)               |
| 109. Guillon-les-Bains (25299)     | 110. Guyans-Durnes (25300)         | 111. Huanne-Montmartin (25310)       | 112. Hyèvre-Magny (25312)           |
| 113. Hyèvre-Paroisse (25313)       | 114. Jallerange (25317)            | 115. L’Écouvotte (25215)             | 116. L’Hôpital-du-Grosbois (25305)  |
| 117. La Bretenière (25092)         | 118. La Chevillotte (25152)        | 119. La Tour-de-Sçay (25566)         | 120. La Vèze (25611)                |
| 121. Laissey (25323)               | 122. Lanans (25324)                | 123. Lantenne-Vertière (25326)       | 124. Larnod (25328)                 |
| 125. Lavans-Quingey (25330)        | 126. Lavans-Vuillafans (25331)     | 127. Lavernay (25332)                | 128. Le Moutherot (25414)           |
| 129. Le Puy (25474)                | 130. Le Val (25460)                | 131. Les Auxons (25035)              | 132. Les Monts-Ronds (25375)        |
| 133. Liesle (25336)                | 134. Lizine (25338)                | 135. Lods (25339)                    | 136. Lombard (25340)                |
| 137. Lomont-sur-Crête (25341)      | 138. Longeville (25346)            | 139. Luxiol (25354)                  | 140. Malans (25359)                 |
| 141. Malbrans (25360)              | 142. Mamirolle (25364)             | 143. Marchaux-Chaudefontaine (25368) | 144. Mazerolles-le-Salin (25371)    |
| 145. Mercey-le-Grand (25374)       | 146. Mérey-Vieilley (25376)        | 147. Mésandans (25377)               | 148. Mesmay (25379)                 |
| 149. Miserey-Salines (25381)       | 150. Moncey (25382)                | 151. Moncley (25383)                 | 152. Mondon (25384)                 |
| 153. Montagney-Servigney (25385)   | 154. Montfaucon (25395)            | 155. Montferrand-le-Château (25397)  | 156. Montgesoye (25400)             |
| 157. Montivernage (25401)          | 158. Montmahoux (25404)            | 159. Montrond-le-Château (25406)     | 160. Montussaint (25408)            |
| 161. Morre (25410)                 | 162. Mouthier-Haute-Pierre (25415) | 163. Myon (25416)                    | 164. Naisey-les-Granges (25417)     |
| 165. Nancray (25418)               | 166. Nans (25419)                  | 167. Nans-sous-Sainte-Anne (25420)   | 168. Noironte (25427)               |
| 169. Novillars (25429)             | 170. Ollans (25430)                | 171. Ornans (25434)                  | 172. Osse (25437)                   |
| 173. Osselle-Routelle (25438)      | 174. Ougney-Douvot (25439)         | 175. Palantine (25443)               | 176. Palise (25444)                 |
| 177. Paroy (25445)                 | 178. Passavant (25446)             | 179. Pelousey (25448)                | 180. Pessans (25450)                |
| 181. Pirey (25454)                 | 182. Placey (25455)                | 183. Pont-les-Moulins (25465)        | 184. Pouilley-Français (25466)      |
| 185. Pouilley-les-Vignes (25467)   | 186. Pouligney-Lusans (25468)      | 187. Puessans (25472)                | 188. Pugey (25473)                  |
| 189. Quingey (25475)               | 190. Rancenay (25477)              | 191. Recologne (25482)               | 192. Rennes-sur-Loue (25488)        |
| 193. Reugney (25489)               | 194. Rigney (25490)                | 195. Rignosot (25491)                | 196. Rillans (25492)                |
| 197. Roche-lez-Beaupré (25495)     | 198. Rognon (25498)                | 199. Romain (25499)                  | 200. Ronchaux (25500)               |
| 201. Roset-Fluans (25502)          | 202. Rougemont (25505)             | 203. Rougemontot (25506)             | 204. Rouhe (25507)                  |
| 205. Roulans (25508)               | 206. Ruffey-le-Château (25510)     | 207. Rurey (25511)                   | 208. Sainte-Anne (25513)            |
| 209. Saint-Hilaire (25518)         | 210. Saint-Juan (25520)            | 211. Saint-Vit (25527)               | 212. Samson (25528)                 |
| 213. Saône (25532)                 | 214. Saules (25535)                | 215. Sauvagney (25536)               | 216. Scey-Maisières (25537)         |
| 217. Séchin (25538)                | 218. Serre-les-Sapins (25542)      | 219. Servin (25544)                  | 220. Silley-Amancey (25545)         |
| 221. Silley-Bléfond (25546)        | 222. Tallans (25556)               | 223. Tallenay (25557)                | 224. Tarcenay-Foucherans (25558)    |
| 225. Thise (25560)                 | 226. Thoraise (25561)              | 227. Thurey-le-Mont (25563)          | 228. Torpes (25564)                 |
| 229. Tournans (25567)              | 230. Trépot (25569)                | 231. Tressandans (25570)             | 232. Trouvans (25572)               |
| 233. Uzelle (25574)                | 234. Vaire (25575)                 | 235. Val-de-Roulans (25579)          | 236. Valleroy (25582)               |
| 237. Vaudrivillers (25590)         | 238. Velesmes-Essarts (25594)      | 239. Venise (25598)                  | 240. Vennans (25599)                |
| 241. Vergranne (25602)             | 242. Verne (25604)                 | 243. Vieilley (25612)                | 244. Viéthorey (25613)              |
| 245. Villars-Saint-Georges (25616) | 246. Villers-Buzon (25622)         | 247. Villers-Grélot (25624)          | 248. Villers-Saint-Martin (25626)   |
| 249. Voillans (25629)              | 250. Voires (25630)                | 251. Vorges-les-Pins (25631)         | 252. Vuillafans (25633)             |

## Neuordnung der Arrondissements 2017

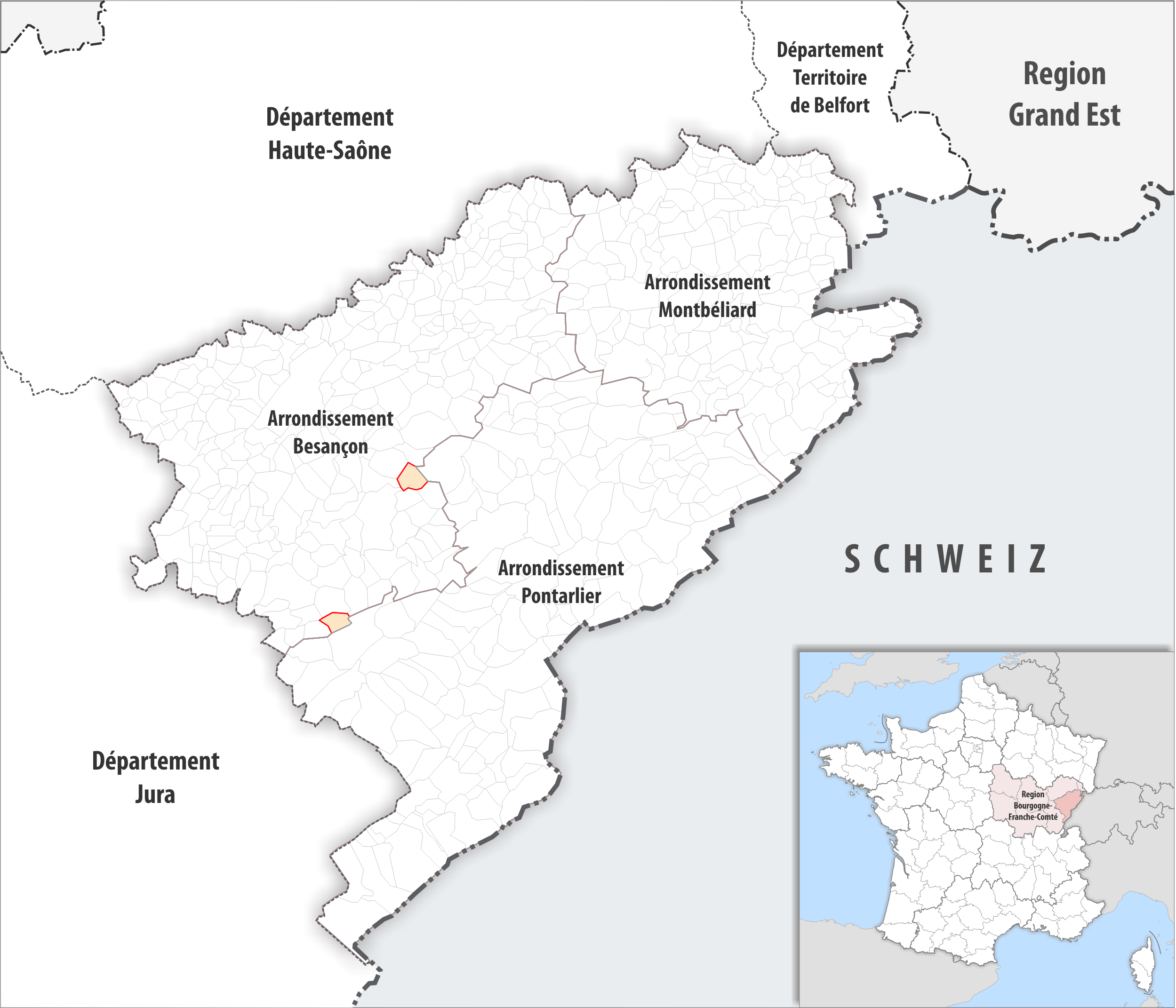
Arrondissementsanpassungen im Jahr 2017

Durch die Neuordnung der Arrondissements im Jahr 2017 wurde die Fläche der zwei ehemaligen Gemeinden Charbonnières-les-Sapins und Labergement-du-Navois aus dem Arrondissement Besançon dem Arrondissement Pontarlier zugewiesen.

## Ehemalige Gemeinden seit der landesweiten Neuordnung der Arrondissements
bis 2024:
Éternoz, Le Gratteris, Saraz
bis 2021:
Cussey-sur-Lison, Châtillon-sur-Lison, Mérey-sous-Montrond, Villers-sous-Montrond
bis 2018:
Fontain, Arguel, Tarcenay, Foucherans
bis 2017:
Marchaux, Chaudefontaine, Vauchamps
bis 2016:
Charbonnières-les-Sapins, Chemaudin, Labergement-du-Navois, Montfort, Pointvillers, Vaux-les-Prés
bis 2015:
Bonnevaux-le-Prieuré, Osselle, Routelle, Vaire-Arcier, Vaire-le-Petit